# Cotoneaster shannanensis
Cotoneaster shannanensis es una especie de planta del género Cotoneaster, perteneciente a la familia Rosaceae.

## Taxonomía
Cotoneaster shannanensis fue descrita por Jeanette Fryer y Bertil Hylmo en 2001.

## Distribución
Se encuentra en el territorio centro-sur de China y el Tíbet.